# Punta Gorda (Florida)
Punta Gorda település az Amerikai Egyesült Államok Florida államában, Charlotte megyében, melynek megyeszékhelye is. Lakosainak száma 19 471 fő (2020. április 1.).

## Népesség
A település népességének változása:

| 2010 | 16 641 |
| 2020 | 19 471 |